# Туркестанська міська адміністрація
Туркеста́нська міська адміністрація (каз. Түркістан қаласы әкімдігі, рос. Туркестанская городская администрация) — адміністративна одиниця у складі Туркестанської області Казахстану. Адміністративний центр та єдиний населений пункт — місто Туркестан.
Населення — 207605 осіб (2021; 142899 у 2009, 102505 у 1999, 78285 у 1989).
Станом на 1989 рік існувала Туркестанська міська рада обласного підпорядкування (місто Туркестан). 1997 року до складу адміністрації була включена територія ліквідованого Туркестанського району. 2007 року до складу міста Туркестан було включено території сусідніх сільських округів — Карашицького (село Бірлік), Іаського (села Іждихан, Калініна, Ортак), Урангайського та Чагинського загальною площею 141,68 км². 2018 року зі складу адміністрації до складу Кентауської міської адміністрації було передано територію площею 7217,45 км² з 12 сільськими округами колишнього Туркестанського району.